# باغ معروف
شهرک باغ معروف یکی از شهرک های تبریز در استان آذربایجان شرقی است که دربخش مرکزی شهرستان تبریز واقع شده‌است.زبان مردم باغ معروف ترکی می باشد. این شهر ویژه حدود 50000 نفر جمعیت دارد.
شهرک باغ معروف تبریز
باغ معروف یک ناحیه ویژه واقع در عرصه بکر و مسطح غرب کلانشر تبریز میباشدکه ورای حواشی باتمرکز بر رفع موانع و تسهیل در امور زیربنایی استوار و امیدوار با شتاب فزاینده به سمت شکوفایی اجتماعی و اقتصادی در حرکت است
این ناحیه ویژه‌ از شهر تبریز با برخورداری از ویژگیهای ممتاز اقلیمی،اقتصادی و اجتماعی منحصر به خود و با اتکال به منابع محلی در کوتاه مدت توانسته است وفق جهت تعالی اجتماعی و اقتصادی، آهاد سرمایه گذاران باسلایق وسطوح مالی متفاوت و برخوردار از ایده های متمایز را بخصوص فعالان در عرصه نوسازی واحداث ساختمان های مسکونی،ویلایی،تجاری،صنعتی،خدماتی را مجذوب خود نماید این شهرک در جوار منطقه 7 شهرداری تبریز درمتعادلترین آب وهوای شهر تبریز واقع بوده و از عمده زیرساخت های شهری بهره‌مند است 
و به دلایل برخورداری از شبکه‌های مادر انشعاب و توزیع برق،گاز،آب شرب وارتباطات مخابراتی
وجود نیروی انسانی کارآمدا با مهارتهای مختلف مورد نیاز برای هرگونه عملیات عمرانی،صنعتی وخدماتی
برخورداری از تمرکز انبوه تولید کنندگان و توزیع کنندگان عمده مصالح،ابزاروملزومات ساختمانی،صنعتی وانواع ماشین الات سبک و سنگین عمرانی،ترابری وصنعتی
انبارها و سردخانه های بزرگ و کوچک
دسترسی آسان به بزرگ راههای ترانزیت تجاری ایران واروپا (راه ابریشم)
دسترسی آسان به فرودگاه و راه آهن بین المللی
متنوع‌ترین اجتماع انسانی،اقتصادی،عمرانی و صنعتی در این ناحیه از تبریز را تشکیل داده است جمیع این ویژگی ها باعث شده است تا سرمایه‌گذاری بویژه در امر تولید مسکن در کوتاه ترین زمان بازده چشمگیری داشته باشد بر این اساس محله باغ معروف تبریز ناحیه ممتاز ویژه در چشم انداز اقتصادی تبریز است.

### نقاط ضعف
باغمعروف مشکلاتی از جمله نداشتن فضای سبز و استخر در این شهرک ساکنان از آن رنج می برند.

## مکان های مهم باغ معروف
- میدان ولی عصر
- میدان محمد رسول الله
- کوچه کریم معصومیان
- ساندویچی ناصر هاشم زاده
- اصغر ( عسگر)آباد
- قربان آباد
- پلاسکو وحید #پلاسکو_وحید

تعمیر دوچرخه موتور سیکلت زارعی 
- خدمات عمومی
- بهداشت درمان
- کلانتری
- حوزه امامت سپاه
- پست بانک ایران
- قبرستان
- آب شیرین